# 로저 아녤리
브라질 중하류층 이탈리아계(우리가 흔히 존 엘칸 및 피아트, 페라리와 관련있는 그 가문은 아님) 부모님 사이에서 태어난 Roger Agnelli (1959년 5월 3일 ~ 2016년 3월 19일,향년 56세)는 브라질의 투자 은행 전문가, 기업가였다.
그는 1981년 Fundação Armando Alvares Penteado를 졸업하였으며 1981년부터 1997년까지 Banco Bradesco의 여러 요직을 거쳤다.
그는 안드레이아와 결혼하였고, 이후 1998년 Banco Bradesco의 임원이 되었고 2000년~2001년 (Banco Bradesco에 의해 설립된) Bradespar CEO를 역임했다. 이후 2001년 그는 세계에서 가장 큰 광산 회사 중 하나인 발리 사를 운영했으며 2013년에는 하버드 비즈니스 리뷰 에서 Apple에 이어 세계에서 네 번째로 가장 성과가 좋은 CEO로 선정되었다.그는 생전 애플 CEO 스티브 잡스, Amazon 사의 제프 베조스, 삼성그룹 이사회의 윤종용 급으로 유명하였었다. 2007-08년 금융 위기 및 그로 인한 대침체 후폭풍과 2,000명의 노동자 해고로 시작된 브라질의 노동당 지도부와의 충돌은 2011년 정부의 요청에 따라 발리 사(Vale SA)에서 축출되었다.
이후 아세아 브라운보베리(ABB ASEA Bown Boveri Ltd.) 이사로 내정되어 취임 및 후술할 사건으로 죽을 때까지 재임하였다.
그는 이후 사망 전까지 아세아 브라운보베리에서 재직하고 AGN Holdings의 설립 파트너로 재직하다 2016년 3월 19일, 그는 브라질 상파울루 에서 비행기가 추락했을 때 아내, 다른 세 자녀와 함께 사망했다.

한편 2011년 그가 Vale SA CEO였을 당시 Belo Monte 댐 유압 전동화 프로젝트에서(소위 아마존 댐 프로젝트) 당사가 9% 지분 취득을 고려하였다.
1. ↑  “Vale을 거대 광산으로 키운 은행가 로저 아녤리, 브라질 비행기 추락 사고로 사망'. 《가디언》”. 《The Guardian》. 2016년 3월 20일. 2016년 3월 20일에 확인함.